# إليك جايسون
إليك جايسون (بالإنجليزية: Alec Jason)‏ هو ممثل بريطاني (وحمل سابقاً جنسية المملكة المتحدة لبريطانيا العظمى وأيرلندا)، ولد في 13 يوليو 1911 بلندن في المملكة المتحدة، وتوفي في 2 أكتوبر 2000 بلوس أنجلوس في الولايات المتحدة.

## وصلات خارجية
- إليك جايسون على موقع IMDb (الإنجليزية)
- إليك جايسون على موقع ألو سيني (الفرنسية)
- إليك جايسون على موقع كينوبويسك (الروسية)